# 蔡宸綱
蔡宸綱（2002年11月8日—）為臺灣男子籃球運動員，現效力於台灣職業籃球大聯盟新竹御嵿攻城獅。

## 早年
蔡宸綱生於高雄，國小四年級時跟隨父母前往中國大陸江蘇蘇州入讀臺商子女學校，國中二年級下學期返回臺灣就讀光榮國中，並接受了正規籃球訓練，109學年度HBL高中籃球聯賽助泰山高中拿下男子組冠軍，大學加入政大雄鷹。蔡宸綱在110學年度UBA大專籃球聯賽決賽開打前夕與王鈞聖被球隊以「未與競爭球隊保持適當距離」為由暫時禁止參與球隊練習以及禁止參加決賽。2022年夏天蔡宸綱轉學到健行科技大學。

## 職業生涯
2024年7月23日，蔡宸綱在台灣職業籃球大聯盟新人選秀會第一輪第二順位被新竹御嵿攻城獅選中。7月27日，蔡宸綱在CBA選秀會第一輪第九順位被山西汾酒選中。7月30日，蔡宸綱加盟台灣職業籃球大聯盟新竹御嵿攻城獅。

## 外部連結
- 蔡宸綱在fiba.basketball（英语）
- 蔡宸綱在台灣職業籃球大聯盟官網
- 蔡宸綱在Eurobasket.com（球員）（英语）
- 蔡宸綱在Eurobasket.com（球員）（英语）
- 蔡宸綱在RealGM（球員）（英语）
- 蔡宸綱在Flashscore（英语）